# Emiljano Vila
Emiljano Vila (Durrës, Condado de Durrës, Albania, 12 de marzo de 1988) es un futbolista de Albania. Juega de centrocampista ofensivo y su equipo actual es el AO Kerkyra de la Stoiximan.gr Football League de Grecia.

## Clubes
| Club                          | País       | Temporadas |
| ----------------------------- | ---------- | ---------- |
| KS Teuta                      | Albania    | 2006-2009  |
| GNK Dinamo Zagreb             | Croacia    | 2009-2011  |
| NK Lokomotiva Zagreb (cedido) | Croacia    | 2009       |
| KS Dinamo Tirana (cedido)     | Albania    | 2010-2011  |
| PAS Giannina                  | Grecia     | 2011-2014  |
| Partizani Tirana              | Albania    | 2014-2015  |
| AO Kerkyra                    | Grecia     | 2015       |
| Inter Bakú                    | Azerbaiyán | 2015-2016  |
| Partizani Tirana              | Albania    | 2016-2018  |
| Skënderbeu Korçë              | Albania    | 2018       |
| AO Kerkyra                    | Grecia     | 2018-      |

## Palmarés

### Campeonatos nacionales
| Título               | Club    | País            | Año  |
| -------------------- | ------- | --------------- | ---- |
| Copa de Albania      | Albania | KF Teuta Durrës | 2020 |
| Supercopa de Albania | Albania | KF Teuta Durrës | 2020 |